# Ladislav Novák (piłkarz)
Ladislav Novák (ur. 5 grudnia 1931 w Lounach, zm. 21 marca 2011) – czeski piłkarz, obrońca i trener piłkarski. Srebrny medalista MŚ 62. Długoletni zawodnik Dukli Praga.
Piłkarzem Dukli - do 1956 funkcjonującej pod innymi nazwami - był w latach 1952-1966. Wielokrotnie zostawał mistrzem Czechosłowacji (1953, 1956, 1958, 1961, 1962, 1963, 1964 i 1966), sięgał po krajowy puchar. Karierę kończył w LIAZ Jablonec w 1968.
W reprezentacji Czechosłowacji zagrał 75 razy i strzelił 1 gola. Debiutował 14 września 1952 w meczu z Polską, ostatni raz zagrał w 1966. Etatowy kapitan reprezentacji, pełnił tę funkcję w 71 spotkaniach, także w trzech turniejach finałowych mistrzostw świata (MŚ 54, MŚ 58, MŚ 62). W 1960 wspólnie z kolegami został brązowym medalistą ME 60.
Pracował jako trener, m.in. z reprezentacją Czechosłowacji. Później był cenionym szkoleniowcem w Belgii, prowadził KSC Lokeren, Royal Antwerp FC, Beerschot Antwerpia.